# Бирбир
Бирбир (фр. Burbure) насеље је и општина у североисточној Француској у региону Север-Па д Кале, у департману Па де Кале која припада префектури Béthune.
По подацима из 2011. године у општини је живело 3.010 становника, а густина насељености је износила 544,3 становника/km². Општина се простире на површини од 5,53 km². Налази се на средњој надморској висини од 51 метар (максималној 98 m, а минималној 33 m).

## Демографија
| 1962. | 1968. | 1975. | 1982. | 1990. | 1999. | 2011. |
| ----- | ----- | ----- | ----- | ----- | ----- | ----- |
| 3.246 | 3.379 | 3.476 | 3.132 | 3.011 | 2.840 | 3.010 |

График промене броја становника у току последњих година